# هايدن تايلور
هايدن تايلور (بالإنجليزية: Hayden Taylor)‏ هو لاعب اتحاد الرغبي نيوزيلندي، ولد في 6 يونيو 1975.